# Cempaga (Banjar)
Cempaga is een bestuurslaag in het regentschap Buleleng van de provincie Bali, Indonesië. Cempaga telt 2673 inwoners (volkstelling 2010).